# José Antonio López
José Antonio López Gil (San Pedro de Alcántara, 11 juli 1976) is een Spaans voormalig wielrenner.

## Overwinningen
2003
- 7e etappe Ronde van Cuba

2006
- Sprintklassement Ronde van Burgos

2008
- 1e etappe Ruta del Sol

## Resultaten in voornaamste wedstrijden
| Jaar | Ronde van Italië | Ronde van Frankrijk | Ronde van Spanje |
| ---- | ---------------- | ------------------- | ---------------- |
| 2004 |                  |                     |                  |
| 2005 |                  |                     |                  |
| 2007 |                  |                     | 143e             |
| 2008 |                  |                     | uitgesloten      |
| 2009 |                  |                     | opgave           |

| Jaar | Parijs-Tours | Parijs-Brussel |
| ---- | ------------ | -------------- |
| 2004 | 76e          |                |
| 2005 |              | 131e           |
| 2007 |              |                |
| 2008 |              |                |
| 2009 |              |                |